# Адабашьян, Александр Артёмович
Алекса́ндр Артёмович Адабашья́н (род. 10 августа 1945, Москва, СССР) — советский и российский кинодраматург, художник-постановщик, актёр, кинорежиссёр; заслуженный деятель искусств Российской Федерации (2016), лауреат Государственной премии Казахской ССР (1978).

## Биография
Александр Адабашьян родился в Москве в семье армян Артёма Адабашьяна и Валентины Бархударовой. Воспитывался на русской культуре, армянским языком не владеет. Его мама была преподавателем немецкого языка, отец — инженером, работал начальником главного комитета в Министерстве монтажно-строительных работ.
В 1962 году он поступил в Московское высшее художественно-промышленное училище. В 1964 году был призван на службу в армию. Отслужив три года, вернулся в училище. В 1971 году окончил факультет художественной обработки металлов.
В 1970 году во время летней практики работал на съёмках дипломной работы своего друга Никиты Михалкова «Спокойный день в конце войны» как декоратор под руководством Ирины Шретер. В качестве художника-постановщика совместно с Алексеем Родионовым принял участие в съёмках режиссёрского дебюта Сергея Никоненко — короткометражного фильма «Петрухина фамилия» (1971).
Творческое сотрудничество с Михалковым продолжилось на съёмках картины «Свой среди чужих, чужой среди своих» (1974) и «Раба любви» (1975), где Адабашьян работал в качестве художника-постановщика, а в его следующих фильмах («Неоконченная пьеса для механического пианино», «Пять вечеров», «Несколько дней из жизни Обломова», «Очи чёрные») выступил также как сценарист.
Кроме этого, Александр Адабашьян сыграл более сорока эпизодических ролей, создав на экране яркие запоминающиеся образы, такие, как инженер Тимофеев в «Пяти вечерах», дворецкий Бэрримор в «Собаке Баскервилей» и Берлиоз в телесериале «Мастер и Маргарита».
На протяжении сорока лет читает курс лекций по кинодраматургии и изобразительному решению фильма на Высших курсах сценаристов и режиссёров. В 2000—2002 годах вместе с Андреем Добровольским вёл режиссёрскую мастерскую.
В 1990 году дебютировал в качестве режиссёра, сняв французский фильм «Мадо, до востребования», включённый на Каннском фестивале в программу «Перспективы французского кино» и получивший в ней главный приз.
В 2002 году Александр Адабашьян экранизировал роман Бориса Акунина «Азазель». На конечной стадии съёмок возникли разногласия с продюсерами «Первого канала», режиссёр не смог отстоять собственную концепцию фильма и снял свою фамилию из титров.
В играх «Форт Боярд» 2004 года играл роль звездочёта Фура.
В 1997 году поставил в Мариинском театре оперу «Борис Годунов», а в 1998 году — «Хованщину» в театре «Ла Скала».
Занимался дизайном интерьеров, оформил для ресторатора Антона Табакова рестораны «Обломов», «Антонио», «Грибоедов».

## Общественная позиция
В марте 2014 года поддержал аннексию Крыма, подписал письмо президенту России Владимиру Путину в поддержку аннексии.
В 2023 году, комментируя ввод войск на территорию Украины, заявил что «война началась на Майдане в 2014-м, и спровоцировали её Штаты», которые искусственно затягивают конфликт, «чтобы ослабить Европу, чтобы ослабить Россию, чтобы заработать на продаже оружия, углеводородах».

## Семья
- Отец — Артём Карпович Адабашьян (1910—1974)[15], инженер, начальник главка в Министерстве монтажных и специальных строительных работ СССР.
- Мать — Валентина Никитична Бархударова (1917—1995), преподаватель немецкого языка[2].
- Первая жена — Марина Лебешева, сестра Павла Лебешева, умерла от заражения крови в 1975 году.
- Вторая жена — Екатерина Шадрина[16].
  - Дочь — Александра, окончила греко-византийское отделение филологического факультета МГУ, преподавательница.
  - Дочь — Екатерина.
    - Семеро внуков.

## Фильмография
| 1968 | 24-25 не возвращается                                            |           |           |           | сотрудник бакинской милиции                                                          |
| 1970 | Спокойный день в конце войны                                     |           | зелёная ✓ |           |                                                                                      |
| 1971 | Петрухина фамилия                                                |           | зелёная ✓ |           |                                                                                      |
| 1973 | Поклонник                                                        | зелёная ✓ |           |           |                                                                                      |
| 1974 | Свой среди чужих, чужой среди своих                              |           | зелёная ✓ |           | информатор Брылова / господин из грёз Брылова                                        |
| 1975 | Раба любви                                                       |           | зелёная ✓ |           | режиссёр немого кино                                                                 |
| 1976 | Матерь человеческая                                              |           | зелёная ✓ |           |                                                                                      |
| 1977 | Неоконченная пьеса для механического пианино                     | зелёная ✓ | зелёная ✓ |           |                                                                                      |
| 1978 | Сибириада                                                        |           | зелёная ✓ |           | продавец ювелирных украшений в Елани                                                 |
| 1978 | Пять вечеров                                                     | зелёная ✓ | зелёная ✓ |           | Михаил Тимофеев, главный инженер                                                     |
| 1978 | Транссибирский экспресс                                          | зелёная ✓ |           |           |                                                                                      |
| 1979 | Несколько дней из жизни И. И. Обломова                           | зелёная ✓ | зелёная ✓ |           | сановный господин в Петербурге (в титрах не указан)                                  |
| 1979 | Город принял                                                     |           |           |           | Марчелло (он же Рудольф Вышеградский), мошенник                                      |
| 1980 | Откуда в траве рыба?                                             |           |           |           | эпизод                                                                               |
| 1981 | Родня                                                            |           | зелёная ✓ |           | Саня, официант / стекольщик на перроне                                               |
| 1981 | Приключения Шерлока Холмса и доктора Ватсона: Собака Баскервилей |           |           |           | Джон Бэрримор, дворецкий Баскервилей                                                 |
| 1982 | Избранные                                                        |           | зелёная ✓ |           |                                                                                      |
| 1982 | Полёты во сне и наяву                                            |           |           |           | скульптор (озвучивает Юрий Богатырёв)                                                |
| 1983 | Без свидетелей                                                   |           | зелёная ✓ |           |                                                                                      |
| 1983 | Рецепт её молодости                                              | зелёная ✓ |           |           |                                                                                      |
| 1983 | Поцелуй                                                          |           |           |           | Сергей фон Раббек, сын генерала                                                      |
| 1984 | Воскресные прогулки                                              | зелёная ✓ |           |           |                                                                                      |
| 1984 | Выигрыш одинокого коммерсанта                                    | зелёная ✓ |           |           |                                                                                      |
| 1984 | Два гусара                                                       |           |           |           | купец                                                                                |
| 1985 | В поисках выхода (киноальманах), Реквием по филею (Незаменимый)  |           |           |           | эпизод                                                                               |
| 1986 | Мой любимый клоун                                                | зелёная ✓ |           |           |                                                                                      |
| 1986 | Храни меня, мой талисман                                         |           |           |           | месье Дардье, французский турист                                                     |
| 1986 | Обвиняется свадьба                                               |           |           |           | Борис Горин, тамада                                                                  |
| 1987 | Очи чёрные                                                       | зелёная ✓ | зелёная ✓ |           | медработник в санатории (в титрах не указан)                                         |
| 1988 | История одной бильярдной команды                                 | зелёная ✓ |           |           |                                                                                      |
| 1989 | Одинокий охотник                                                 | зелёная ✓ |           |           |                                                                                      |
| 1990 | Мадо, до востребования                                           | зелёная ✓ |           | зелёная ✓ |                                                                                      |
| 1990 | Испанская актриса для русского министра                          | зелёная ✓ |           |           |                                                                                      |
| 1991 | Агенты КГБ тоже влюбляются                                       | зелёная ✓ |           |           |                                                                                      |
| 1992 | Присутствие                                                      |           |           |           | эколог                                                                               |
| 1993 | Настя                                                            | зелёная ✓ |           |           | представитель министерства культуры                                                  |
| 1994 | Как два крокодила (итал. Come due coccodrilli, Италия)           | зелёная ✓ |           |           |                                                                                      |
| 1995 | Дом                                                              | зелёная ✓ |           |           |                                                                                      |
| 1995 | Московские каникулы                                              |           |           |           | Саня, интеллигентный алкоголик-пессимист                                             |
| 1996 | Шрам. Покушение на Пиночета (Россия — Чили)                      | зелёная ✓ |           |           |                                                                                      |
| 1999 | Президент и его внучка                                           |           |           |           | министр здравоохранения, в прошлом — акушер роддома                                  |
| 2000 | Чёрная комната                                                   |           |           |           | муж (новелла «Клеопатра»)                                                            |
| 2000 | Бременские музыканты & Co                                        |           |           |           | Осёл-старший                                                                         |
| 2002 | Азазель                                                          |           |           | зелёная ✓ |                                                                                      |
| 2002 | Фотограф (исп. El Fotógrafo, Чили)                               | зелёная ✓ |           |           |                                                                                      |
| 2002 | Александр Пушкин (телеспектакль)                                 |           |           |           | эпизод                                                                               |
| 2002 | Только раз...                                                    |           |           |           | Снегурочка                                                                           |
| 2004 | Год Лошади: Созвездие скорпиона                                  |           |           |           | олигарх                                                                              |
| 2004 | О любви в любую погоду                                           |           |           |           | бомж                                                                                 |
| 2004 | Я тебя люблю                                                     |           |           |           | Тарас Асламазян, фотограф                                                            |
| 2005 | Мастер и Маргарита                                               |           |           |           | Михаил Александрович Берлиоз, председатель МАССОЛИТа                                 |
| 2005 | Счастье ты моё                                                   |           |           |           | драматург, муж Верки                                                                 |
| 2006 | Заколдованный участок                                            |           |           |           | Михалыч, геодезист                                                                   |
| 2006 | Вы не оставите меня                                              |           |           |           | «актив района»                                                                       |
| 2006 | Девять месяцев                                                   |           |           |           | Дмитрий Дмитриевич                                                                   |
| 2007 | Игра слов. Переводчица олигарха                                  |           |           |           | Сергей Юрьевич Баталов, отец Ирины                                                   |
| 2007 | 12                                                               |           |           |           | судебный пристав                                                                     |
| 2007 | Джоконда на асфальте                                             |           |           |           | синьор Ванутти                                                                       |
| 2008 | Отцы и дети                                                      | зелёная ✓ | зелёная ✓ |           |                                                                                      |
| 2008 | Домовой                                                          |           |           |           | Александр, редактор литературного издательства                                       |
| 2008 | Золото Трои                                                      |           |           |           | Умберто Фантоцци                                                                     |
| 2008 | Плюс один                                                        |           |           |           | мужчина у ларька                                                                     |
| 2009 | Однажды я проснусь                                               |           |           |           | эпизод                                                                               |
| 2010 | Смерть в пенсне, или Наш Чехов                                   | зелёная ✓ |           |           | Хорхе                                                                                |
| 2010 | Утомлённые солнцем 2: Предстояние                                |           |           |           | Игорь, партийный функционер                                                          |
| 2010 | Человек с бульвара Капуцинок                                     |           |           |           | строитель-философ                                                                    |
| 2010 | Лиговка                                                          |           |           |           | «Филателист», хозяин магазина                                                        |
| 2010 | Новогодний детектив                                              |           |           |           | Пал Палыч, управляющий банком                                                        |
| 2010 | Слон                                                             |           |           |           | Петрович, ветеринар                                                                  |
| 2010 | Поцелуй сквозь стену                                             |           |           |           | Ярило Ольгович Карташов, шеф и двоюродный дядя Кеши, маг-шарлатан                    |
| 2011 | Криминальные обстоятельства                                      |           |           |           | Николай Павлович                                                                     |
| 2011 | Московский декамерон                                             |           |           |           | художник по костюмам                                                                 |
| 2013 | Ку! Кин-дза-дза                                                  | зелёная ✓ |           |           | робот Абрадокс (озвучивание)                                                         |
| 2013 | Собачий рай                                                      | зелёная ✓ | зелёная ✓ |           | Борис                                                                                |
| 2013 | Косухи                                                           |           |           |           | Илья Артёмович                                                                       |
| 2013 | Пётр Лещенко. Всё, что было…                                     |           |           |           | Поль, парижский бармен                                                               |
| 2013 | В России идёт снег                                               |           |           |           | мэр                                                                                  |
| 2013 | Шерлок Холмс                                                     |           |           |           | редактор                                                                             |
| 2014 | Солнечный удар                                                   | зелёная ✓ |           |           | фотограф                                                                             |
| 2015 | Без границ                                                       |           |           |           | фотограф                                                                             |
| 2015 | Точки опоры                                                      |           |           |           | Яков Моисеевич, антиквар                                                             |
| 2016 | Жили-были мы                                                     | зелёная ✓ | зелёная ✓ |           | дед Данила / дядька с лошадью                                                        |
| 2016 | Герой                                                            |           |           |           | Лев Эммануилович Чиж, поверенный Елизаветы Ивановны Езерской, потомок белоэмигрантов |
| 2016 | Бедные люди                                                      |           |           |           | Павел Шорохов, издатель                                                              |
| 2017 | Собибор                                                          | зелёная ✓ |           |           |                                                                                      |
| 2018 | Дипломат                                                         |           |           |           | Стасик Липкин                                                                        |
| 2018 | Оппозиционер                                                     |           |           |           | эпизод                                                                               |
| 2020 | Про Лёлю и Миньку                                                | зелёная ✓ | зелёная ✓ |           | тряпичник                                                                            |
| 2022 | Родители строгого режима                                         |           |           |           | Валентин Александрович Литвин, отец Бориса                                           |
| 2022 | Катя-Катя                                                        | зелёная ✓ | зелёная ✓ |           |                                                                                      |
| 2023 | Король и Шут                                                     |           |           |           | Анатолий Евграфович Гордарик / Одноглазый                                            |
| 2025 | Двое в одной жизни, не считая собаки                             |           |           |           | Игорь Николаевич                                                                     |

## Признание и награды
- 1978 — Лауреат Государственной премии Казахской ССР имени К. Байсеитовой.
- 1983 — Заслуженный художник РСФСР (6 января 1983 года) — за заслуги в области советского киноискусства[17][11].
- 1990 — Приз Молодёжного жюри МКФ «Европа чинема» в Равенне за фильм «Мадо, до востребования»[18].
- 1991 — номинация на премию «Сезар» за лучшую дебютную работу (фильм «Мадо, до востребования»)[19].
- 1991 — Премия имени Флайяно «Серебряный пегас» (Италия — за лучший иностранный сценарий).
- 1993 — Премия имени Феллини за лучший европейский сценарий.
- 2006 — Приз VII Российского фестиваля кинокомедий «Улыбнись, Россия!» — за вклад в комедию[20].
- 2013 — Специальный приз жюри «За современный стиль киномышления» на кинофестивале «Окно в Европу» в Выборге (фильм «Собачий рай»)[21].
- 2014 — номинация на премию «Золотой орёл» За лучший сценарий (фильм «Собачий рай»).
- 2016 — Заслуженный деятель искусств Российской Федерации (29 января 2016 года) — за заслуги в развитии отечественной культуры и искусства, многолетнюю плодотворную деятельность[22].
- 2016 — Приз имени Станислава и Андрея Ростоцких на XXIV кинофестивале «Окно в Европу» в Выборге (автору сценария, художнику и актёру фильма «Жили-были мы»).
- 2017 — номинация на премию «Золотой орёл» за лучшую работу художника-постановщика (фильм «Жили-были мы»).
- 2025 — Орден «За заслуги в культуре и искусстве» (31 июля 2025 года) — за большой вклад в развитие отечественной культуры и искусства, многолетнюю плодотворную деятельность[23].